# オスカル・ピント
オスカル・マヌエル・ピント・マリン（Oscar Manuel Pinto Marín, 2001年1月20日 - ）は、ペルー・リマ出身のプロサッカー選手。ウニベルシダ・サン・マルティン所属。ポジションは、フォワード。

## 経歴
2020年2月中旬にアリアンサ・リマに移籍。加入後すぐにローン移籍でウニベルシダ・サン・マルティンに復帰した。

## 個人成績

### クラブ
2020年10月17日現在
| クラブ | シーズン | リーグ                           | リーグ | リーグ | カップ | カップ | 合計 | 合計 |
| クラブ | シーズン | リーグ                           | 出場   | 得点   | 出場   | 得点   | 出場 | 得点 |
| ------ | -------- | -------------------------------- | ------ | ------ | ------ | ------ | ---- | ---- |
| USMP   | 2019     | ペルー・プリメーラ・ディビシオン | 4      | 0      | 2      | 1      | 6    | 1    |
| USMP   | 2020     | ペルー・プリメーラ・ディビシオン | 6      | 0      | 0      | 0      | 6    | 0    |
| 通算   | 通算     | 通算                             | 10     | 0      | 2      | 1      | 12   | 1    |